# Rime Crests
Die Rime Crests (englisch für Raureifgipfel, in Argentinien Picos Rima) umfassen fünf Berggipfel im östlichen Teil von Coronation Island im Archipel der Südlichen Orkneyinseln. Sie ragen an der Ostflanke des Sunshine Glacier auf.
Wissenschaftler des Falkland Islands Dependencies Survey nahmen zwischen 1948 und 1949 Vermessungen vor. Namensgebend ist der dicke Raureif, mit dem die Gipfel bedeckt sind.